# Юрчинська Мирослава Остапівна
Мирослава Остапівна Юрчинська (псевдо Іскра; 1923, м. Чортків, нині Україна — 4 червня 1990, м. Львів, нині Україна) — учасниця національно-визвольних змагань. Дочка Остапа Юрчинського, сестра Надії, Олени та Юрія Юрчинських.

## Життєпис
Мирослава Остапівна народилася 1923 року у місті Чорткові, нині Чортківської громади Чортківського району Тернопільської области України.
Освіта 9 класів.
Заарештована 25 серпня 1945 року ВББ УНКВС у Тернопільській області (ст. 54-1а, 54-11 КК УРСР). На той час виконувала обов’язки референта з пропаганди Тернопільського окружного проводу ОУН. Засуджена 22 лютого 1946 року ВТ військ НКВС у Тернопільській області на 20 років суворого режиму ВТТ з конфіскацією майна і 5 років позбавлення прав за приналежність до ОУН. Звільнена 30 грудня 1956 року. Реабілітована 18 вересня 1998 року (17040-П).
Проживала у м. Львові, де й померла 4 червня 1990 року.